# Fullmetal Alchemist
Fullmetal Alchemist (japonsky 鋼の錬金術師 Hagane no renkindžucuši) je japonská manga, kterou vytvořila Hiromu Arakawa. Podle ní vzniklo i anime o 51 dílech, jehož režie se chopil Seidži Mizušima, a 4 OVA. Děj se odehrává v paralelním světě, kde se místo vědy tak, jak je známá v našem světě, rozvinula alchymie jako seriózní disciplína. Alchymie tu ovšem ani zdaleka nepřipomíná tradičně chápané laboratorní zkoumání chemických vlastností látek opředené určitou mírou okultismu, ale spíše magickou transmutaci předmětů pomocí run. Hlavními tématy jsou hodnota lidského života a cena za nesmrtelnost, ale i tak se najde místo pro komediální momenty. Pokračováním původní anime série je film, který nese název Fullmetal Alchemist: The Conqueror of Shamballa.
V roce 2009 začal vycházet restart seriálu s názvem Fullmetal Alchemist: Bratrství, který je věrnější původní manze.

## Zápletka

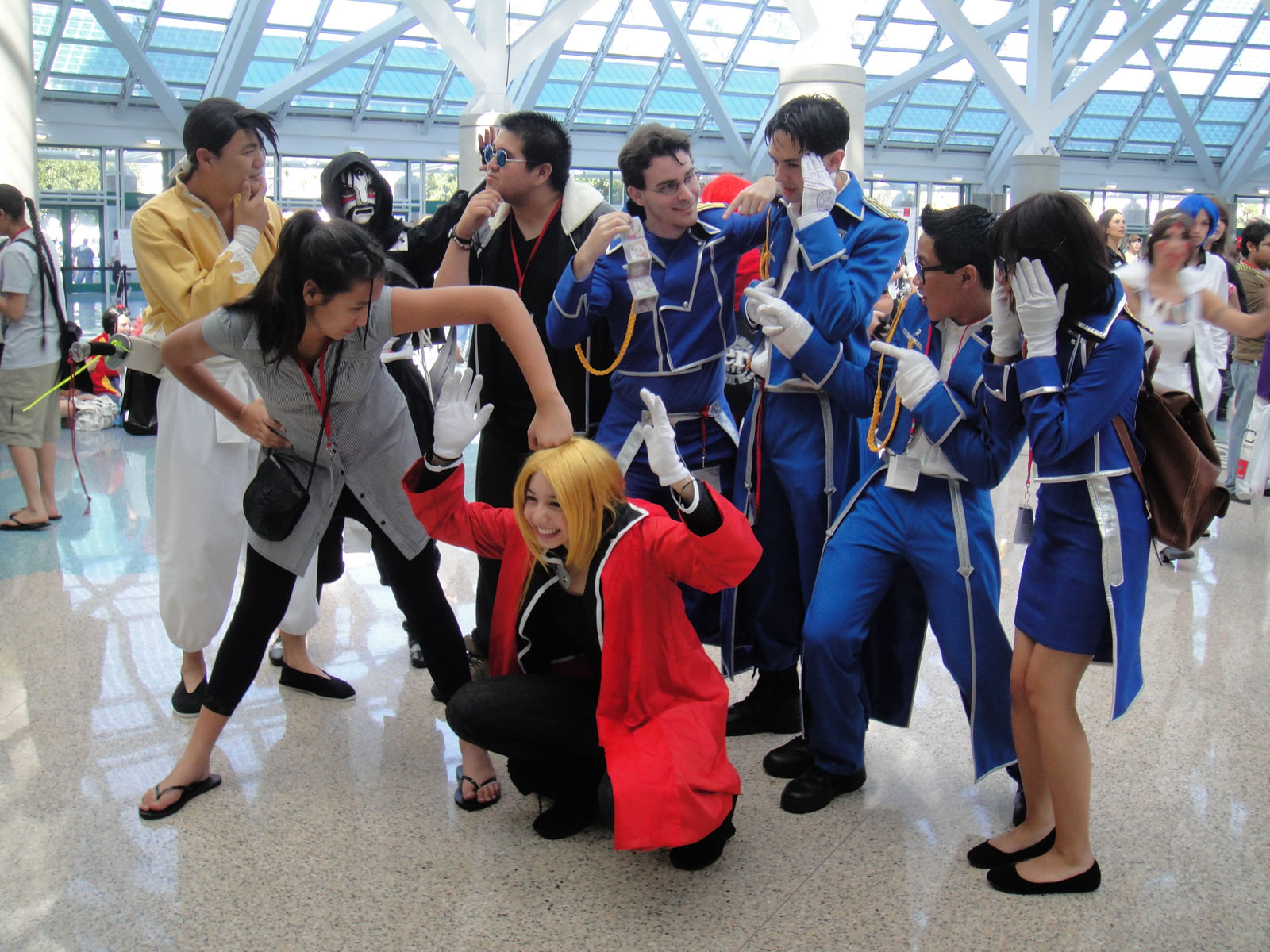
Fanoušci v kostýmech Fullmetal Alchemist.

Bratři Edward (Ed) a Alphonse (Al) Elricovi pocházejí z vesnice Resembool nacházející se v zemi nazvané Amestris. Ta připomíná úrovní společnosti i techniky Evropu na počátku 20. století, s jediným rozdílem - existencí alchemie. Ed a Al jsou poloviční sirotci: jejich otec Hohenheim od rodiny odešel, když byli ještě malí, a o pár let později zemřela jejich milovaná matka Trisha na vážnou nemoc. Oba bratři se rozhodnou přivést svou mrtvou matku zpět k životu s pomocí alchymie. To je ale zakázané, ještě se to nikomu nepovedlo, a i oba chlapci za svůj pokus draze zaplatí. Starší Ed přijde během nepovedené transmutace o nohu a mladší Al dokonce o celé tělo. Ed poté obětuje pravou paži, aby mohl duši svého mladšího bratra zafixovat do starého brnění. Následně Ed obdrží automail, pokročilé kovové implantáty, které mu nahrazují ztracené končetiny. Pro oba bratry se stane prioritou najít způsob jak získat zpět Alovo tělo a Edovu ruku a nohu. Během Edovy rekonvalescence je navštíví státní alchymista Roy Mustang a pokusí se oba bratry přesvědčit, aby vstoupili do řad státních alchymistů, kde by měli lepší možnosti pro znovuzískání svých těl.
Edovi se podaří stát se státním alchymistou, nicméně ti jsou nechvalně proslulí vyhlazením téměř celé populace Ishbalu, jedné z provincií státu Amestris, jejíž obyvatelé se od ostatní populace odlišují barvou pleti, očí a náboženstvím. Díky přístupu k armádním výzkumům se Ed a Al dozvídají více o existenci kamene mudrců, legendárním posilovači alchymie, který by, jak doufají, mohl vyřešit všechny jejich problémy. V průběhu svého hledaní se utkají s řadou protivníků, včetně těch, kteří také touží po získání kamene mudrců. Mezi nejdůležitější patří Scar, který touží po pomstě za vyvraždění lidu Ishbalu, a homunkulové, lidsky vypadající stvoření, která v sobě nesou kus kamene mudrců, což je činí téměř nesmrtelnými.
Jak příběh postupuje, Ed a Al zjišťují, že masivní expanze jejich země byla od počátku plánovaná homunkuly, kteří ovládají armádu. Ti jsou společně s řadou vysoce postavených důstojníků z pozadí řízeni tajemnou osobou nazvanou Otec, záhadnou bytostí, která před staletími získala nesmrtelnost použitím kopie Hohenheimova těla a kamene mudrců. Otec plánuje použít Amestris jako velký transmutační kruh a obětovat obyvatele, aby získal větší moc. Poté, co se Ed a Al dozvědí o tomto plánu, rozhodnou se mu zabránit. Přitom spolupracují s členy armády seskupenými kolem plukovníka Roye Mustanga a generála Olivie Armstrongové.
Jak boje postupují, homunkulové jsou sice jeden za druhým poraženi a vojákům z hlavního města je zjevena pravda o situaci, ale Otci se podaří využít obrovského transmutačního kruhu a dočasně vysaje duše obyvatel celé Amestris a jejich energii použije k uvěznění "Boha" a získání nezměrné moci. Nicméně díky Hohenheimovým předchozím opatřením jsou jejich duše navráceny zpět a Otec se stává nestabilním. Následně čelí útoku všech, za účelem vysátí energie ze zbytků jeho kamene mudrců. Na konci je poražen Edem, který díky Alově oběti získal zpět svou ruku a díky Greedovi, kterého Otec nasál do sebe a který pomocí své schopnosti měnit své tělo v různě tvrdý uhlík pomohl Edovi, když tělo Otce proměnil v měkký grafit. Ed pak svou pěstí prorazil do Otcova břicha díru, ze které vyrazily černé chapadlovité ruce Brány, které otce svázaly a svrckly pryč ze světa do prostoru před Branou pravdy, kde je Otec zpět v podobě kulatého ducha, když byl ještě v láhvi. Pravda otce konfrontuje s jeho vlastními činy a větou, že to, co mu dává opravdové zoufalství (opravdovou beznaděj), aby se nestal vychloubačným je Pravda. Poté je otec odsouzen Pravdou k životu v Bráně, odkud přišel. Po jeho porážce Ed obětuje své schopnosti alchymisty k navrácení Ala s jeho původním tělem. Bratři se vrací zpět do Resemboolu, nicméně po dvou letech se odloučí, aby mohli opětovat pomoc lidem, kteří jim pomáhali při jejich cestě.

### Rozdíly v příběhu první animované série a mangy
První polovina přibližně odpovídá manze, nicméně série se začíná lišit od okamžiku, kdy se Ed a Al znovu sejdou se svojí učitelkou Izumi Curtisovou. Dante, původní Hohenheimova milenka a učitelka jejich učitelky, která zde hraje roli jako hlavní záporná postava se v manze neobjevuje. Tito dva před staletími vypracovali dokonalou metodu vytvoření kamene mudrců pomocí obětování lidí a vtažení jejich duší do kamene, a jeho následného použití pro prodloužení života. Tímto se jim podařilo téměř dosáhnout nesmrtelnosti. Nicméně Hohenheim byl nakonec přemožen pocitem viny za obětované lidi a Dante opustil. Přestože byla schopna po staletí se přesouvat do jiných těl a obcházet tak smrt, nedokáže sama kámen vytvořit. Její současné tělo, které patří její žačce Lyře se začíná rozkládat rychleji neboť její duše není schopná tělo uživit díky neustálému přesouvání do nových těl. Proto používá homunkuly, kteří mají nasměrovat Edwarda a Alphonse k výrobě nového kamene, kterým by mohla svůj rozklad zastavit.
Když se Scar snaží vytvořit kámen mudrců, ve výsledku se objeví v Alphonsově kovovém těle, pročež je následně unesen Envym k Dante. Ed se ho pokusí zachránit, nicméně je zabit homunkulem Envy. Al se ho pokusí oživit pomocí kamene mudrců, nicméně během tohoto procesu zmizí. Dante se snaží uniknout, ale je zabita, když ji sežere homunkulus Gluttony, jehož mysl Dante předtím zničila a proto v ní nedokáže rozpoznat svého pána.
Poté, co byl oživen, Edward riskuje svůj život a vrátí svého bratra výměnou za sebe. Ve výsledku Ed skončí v paralelním světě (Náš svět v první třetině 20. století), zatímco Alovi je obnoveno jeho původní tělo. V tomto světě se vloží do výzkumu raket s úmyslem najít prostředek k návratu domů.
Následují události filmu Fullmetal Alchemist: The Conqueror of Shamballa.